# تاريخ الولايات المتحدة

إعلان الاستقلال

سبق تاريخ الولايات المتحدة وصول الأمريكيين الأصليين إلى أمريكا الشمالية نحو عام 15000 قبل الميلاد. تشكلت العديد من الثقافات الأصلية، واختفى الكثير منها في القرن السادس عشر.  مع وصول كريستوفر كولومبوس عام 1492 بدأ الاستعمار الأوروبي للأمريكتين. تشكلت معظم المستعمرات بعد عام 1600، وكانت الولايات المتحدة أول دولة تُسجّل أصولها بشكل كامل. بحلول القرن الثامن عشر، احتوت المستعمرات البريطانية الثلاثة عشر على 2.5 مليون شخص على طول الساحل الأطلسي شرق جبال الآبالاش. بعد هزيمة فرنسا، فرضت الحكومة البريطانية سلسلة من الضرائب، بما في ذلك قانون الطوابع لعام 1765، رافضة حجة المستعمرين الدستورية بأن الضرائب الجديدة تحتاج إلى موافقتهم. أدت مقاومة هذه الضرائب، وخاصة حزب بوسطن عام 1773، إلى إصدار البرلمان لقوانين تهدف إلى إنهاء الحكم الذاتي. بدأ الصراع المسلح في ولاية ماساتشوستس عام 1775.
في عام 1776، في فيلادلفيا، أعلن المؤتمر القاري الثاني استقلال المستعمرات باسم الولايات المتحدة بقيادة الجنرال جورج واشنطن في الحرب الثورية. أنشأت معاهدة السلام لعام 1783 حدود الدولة الجديدة. أنشأ الاتحاد حكومة مركزية، لكنها لم تكن فعالة في توفير الاستقرار لأنها لا تستطيع تحصيل الضرائب وليس لديها مسؤول تنفيذي. كتبت الاتفاقية دستورًا جديدًا في عام 1789 وأضيف قانون الحقوق في عام 1791 لضمان الحقوق غير القابلة للتعديل. مع واشنطن كأول رئيس وألكسندر هاملتون كبير مستشاريه، تشكلت حكومة مركزية قوية. ضاعف شراء إقليم لويزيانا من فرنسا عام 1803 من حجم الولايات المتحدة.
توسعت الولايات المتحدة إلى ساحل المحيط الهادئ، بينما كانت الأمة كبيرة من حيث المساحة، كان عدد سكانها في عام 1790 يبلغ 4 ملايين فقط. نما السكان بسرعة وكان النمو الاقتصادي أكبر. بالمقارنة مع القوى الأوروبية، كانت القوة العسكرية للأمة محدودة نسبيًا في وقت السلم قبل عام 1940. كان التوسع غربًا مدفوعًا بالسعي للحصول على أرض رخيصة للمزارعين ومالكي العبيد. كان توسع الرق مثيرًا للجدل على نحو متزايد وغذّى المعارك السياسية والدستورية، التي حُلّت عن طريق التنازلات. أُلغيت العبودية في جميع الولايات الواقعة شمال خط ماسون - ديكسون بحلول عام 1804، لكن الجنوب استمر في هذه المؤسسة، لإنتاج القطن. انتُخب أبراهام لنكولن رئيسًا في عام 1860 على أساس برنامج لوقف توسع الرق. تمردت سبع ولايات جنوبية على العبودية وخلقت الأساس للكونفدرالية، التي بدأت هجومها عام 1861 وأدت إلى حرب أهلية. أدت هزيمة الكونفدرالية عام 1865 إلى إلغاء العبودية. في عصر إعادة الإعمار الذي أعقب الحرب، أُعطيت الحقوق القانونية وحقوق التصويت للعبيد المحررين.  ظهرت الحكومة الوطنية أقوى بكثير، واكتسبت واجبًا واضحًا لحماية الحقوق الفردية. ومع ذلك، عندما استعاد الجنوبيون البيض سلطتهم في الجنوب في عام 1877، غالبًا عن طريق قمع شبه عسكري للتصويت، أصدروا قوانين جيم كرو للحفاظ على تفوق البيض، بالإضافة إلى دساتير الدولة الجديدة التي حرمت من حق التصويت والتي منعت معظم الأمريكيين الأفارقة والعديد من الفقراء البيض من التصويت.
أصبحت الولايات المتحدة القوة الصناعية الرائدة في العالم في مطلع القرن العشرين، بسبب فورة ريادة الأعمال والتصنيع ووصول ملايين العمال والمزارعين المهاجرين. أُنهيت شبكة السكك الحديدية الوطنية وأُنشئت مناجم ومصانع واسعة النطاق. أدى الاستياء الجماعي من الفساد وعدم الكفاءة والسياسات التقليدية إلى تحفيز الحركة التقدمية، من تسعينيات القرن التاسع عشر إلى عشرينيات القرن العشرين ما أدى إلى إصلاحات، بما في ذلك ضريبة الدخل الفيدرالية، والانتخاب المباشر لأعضاء مجلس الشيوخ، وحظر الكحول، وحق المرأة في التصويت. في البداية كانت محايدة خلال الحرب العالمية الأولى، أعلنت الولايات المتحدة الحرب على ألمانيا في عام 1917 وموّلت انتصار الحلفاء في العام التالي. بعد عشرينيات المزدهرة شهد انهيار وول ستريت عام 1929 بداية الركود الكبير الذي دام عقدًا من الزمن في جميع أنحاء العالم. نفّذ الرئيس فرانكلين روزفلت برامجه الجديدة، بما في ذلك إغاثة العاطلين عن العمل، ودعم المزارعين، والضمان الاجتماعي، والحد الأدنى للأجور. بعد الهجوم الياباني على بيرل هاربور في عام 1941، دخلت الولايات المتحدة الحرب العالمية الثانية وموّلت جهود الحلفاء الحربية، وساعدت على هزيمة ألمانيا النازية وإيطاليا الفاشية في المسرح الأوروبي. توجت مشاركتها لاحقًا في استخدام أسلحة نووية اختُرعت حديثًا في مدينتين يابانيتين لهزيمة الإمبراطورية اليابانية في حرب المحيط الهادئ.
ظهرت الولايات المتحدة والاتحاد السوفيتي كقوتين عظميين متنافسين في أعقاب الحرب العالمية الثانية. خلال الحرب الباردة، واجه البلدان بعضهما البعض بشكل غير مباشر في سباق التسلح وسباق الفضاء والحملات الدعائية والحروب المحلية ضد التوسع الشيوعي. في الستينيات، ظهرت موجة أخرى من الإصلاحات الاجتماعية التي فرضت الحقوق الدستورية للتصويت وحرية الحركة للأمريكيين الأفارقة والأقليات العرقية الأخرى بسبب قوة حركة الحقوق المدنية الكبيرة. انتهت الحرب الباردة بتفكك الاتحاد السوفيتي في عام 1991، وتركت الولايات المتحدة القوة العظمى الوحيدة في العالم. ركزت السياسة الخارجية بعد الحرب الباردة على الصراعات الحديثة في الشرق الأوسط، لا سيما ردًا على هجمات 11 سبتمبر وصعود الدولة الإسلامية في العراق والشام. في بداية القرن الحادي والعشرين، دخلت الولايات المتحدة فترة الكساد الكبير ووباء كوفيد-19، وكلاهما تلاهما معدلات نمو اقتصادي أبطأ من المعتاد.

## عصور ما قبل التاريخ
ليس معروفًا بشكل قاطع كيف أو متى استقر الأمريكيون الأصليون لأول مرة في الأمريكيتين والولايات المتحدة الحالية. تقترح النظرية السائدة أن الناس من أوراسيا عبروا بيرنجيا، وهو جسر بري يربط سيبيريا بألاسكا الحالية خلال العصر الجليدي، ثم انتشروا جنوبًا في جميع أنحاء الأمريكيتين. ربما بدأت هذه الهجرة منذ 30000 عام  واستمرت حتى نحو 10000 عام، عندما غُمر الجسر البري عند ارتفاع مستوى سطح البحر بسبب ذوبان الأنهار الجليدية. هؤلاء السكان الأوائل، الذين أُطلق عليهم هنود باليو، سرعان ما تنوعوا إلى مئات الأمم والقبائل المتمايزة ثقافيًا.
تشمل حقبة ما قبل كولومبوس جميع الفترات في تاريخ الأمريكيتين قبل ظهور التأثيرات الأوروبية في القارات الأمريكية والتي امتدت من الاستيطان الأصلي في العصر الحجري القديم الأعلى إلى الاستعمار الأوروبي خلال الفترة الحديثة المبكرة. في حين أن المصطلح يشير تقنيًا إلى الحقبة التي سبقت رحلة كريستوفر كولومبوس في عام 1492، فإن المصطلح في الممارسة العملية يشمل عادة تاريخ الثقافات الأمريكية الأصلية حتى بدأ غزوها أو تأثرها كثيرًا بالأوروبيين، حتى لو حدث هذا بعد عقود أو قرون من وصول كولومبوس الأولي.

### هنود باليو
بحلول عام 10000 قبل الميلاد، كان البشر قد استقروا نسبيًا في جميع أنحاء أمريكا الشمالية.  في الأصل، كان الهنود باليو يصطادون الحيوانات الضخمة في العصر الجليدي مثل الماموث، ولكن عندما بدأوا في الانقراض، تحولوا إلى البيسون كمصدر للغذاء. مع مرور الوقت، أصبح البحث عن التوت والبذور بديلاً مهمًا للصيد. كان هنود باليو في وسط المكسيك أول من زرع في الأمريكيتين، وبدأوا في زراعة الذرة والفاصوليا والقرع نحو 8000 سنة قبل الميلاد. في النهاية، بدأت المعرفة تنتشر شمالًا. بحلول عام 3000 قبل الميلاد، كانت الذرة تزرع في وديان أريزونا ونيو مكسيكو، تلاها أنظمة الري البدائية في هوهوكام.

## قبل الاستعمار
عاش الهنود الأمريكيون في قارة أمريكا منذ سنة 8000 ق م، وكوّنوا ثقافات وشعوب عديدة، فلاحون أو صيادون حسب المكان. لكن تاريخهم الطويل لا يعتبر جزء من تاريخ الولايات المتحدة في معنى الكلمة، لأن حدود الولايات المتحدة لم تكن موجودة، ومؤسسوا ما نسميه الولايات المتحدة أتوا بعد ذلك من أوروبا.

## زمن الاستعمار الأوروبي
حدث في العام 1492 م حادثتان عظيمتان: سقوط غرناطة بأيدي مملكة إسبانيا، وما يسمى باكتشاف أمريكا، عندما وصل كولمبس إلى جزر بهاما. كما ذكرنا، لم يكن أول إنسان يصل إلى أمريكا، ولا أول من وصل إليها عن طريق المحيط الأطلسي، فقد وصل الفايكينغ قبله إلى شاطئ كندا على الأقل. لكنه كان أول من أنشأ ارتباطات دائمة بين أمريكا والقارات الأخرى، فتبعه آلاف الأوربيين، جنود وتجار وأساقفة وأشخاص عاديون، حتى تغير شكل القارة كلها، وهزمت دولها العظمى (وساعدت الأمراض في ذلك، فلم يكن لسكان أمريكا أي مناعة ضد أمراض أوروبا العديدة.)
المستوطنون الجدد أقاموا مستوطنات في الجزء الشرقي من أمريكا الشماليّة ومن ضمنها مدن صغيرة مثل نيو يورك، بوسطن وفلادلفيا. أطلق على نيو يورك في البداية اسم نيو أمستردام نسبة إلى سكانها الأوائل الّذين كانوا من أصلٍ هولندي. الكثير من المهاجرين وصلوا إلى الولايات المتحدة على أمل بداية حياة جديدة في العالم الجديد. إزداد عدد السكان واتسعت مناطق استيطانهم. وتطوّرت المدن الصغيرة لتصبح مدن كبيرة ومزدهرة.

### مستعمرة فيرجينيا
في القرن السادس عشر لم يستعمر أي من الدول الأوربية شمال أمريكا كثيرًا، بل سافر إلى هناك صيادو السمك من أجل الصيد فقط وليس للسكن، إلا في فلوريدا، فقد أسس الأسبان بعض بروج فيها بعد عام 1513. وحاول البعض أن يأسسوا مدن جديدة في شمال أمريكا، لكن أول من نجح كان الإنجليز في تأسيس مسكن على شاطئ ولاية فرجينيا الحالية عام 1607، وسميت «جيمزتاون».
في أمريكا الجنوبية والوسطى، اكتشف الإسبان كميات ضخمة من الذهب، ولقد انتشر الخبر في كل أوروبا. فمعظم مستعمري جيمزتاون توقعوا الشيء نفسه وأخذوا يبحثون عن الذهب طوال اليوم وتوقفوا عن أي عمل آخر. شهد العام 1607 مجاعة عظيمة حتى عند الهنود الأمريكيين، فهلك ثلثهم، وعاش الآخرون بسبب قيادة شخص يسمى جون سميث، أمرهم بالعمل الدائم وعاقب من لم يطعه، وحالف قبيلة الأمير الهندي الأمريكي «باوهاتان» فساعدوه في البحث عن المأكولات. وكان قوله المشهور: «من لا يعمل، لا يأكل!»
لم يجدوا الذهب، لكن عام 1612 وجدوا ما يشبهه! - زراعة التبغ. التبغ نبتة أمريكية أصلا، وكان الهنود الأمريكيون يدخنون منذ قرون. لكن التدخين انتشر في أوروبا بسرعة، وحقق المتاجرون به أرباحا كبيرة. لكن زراعة التبغ تحتاج إلى أيد عاملة كثيرة، وكان عدد المستعمرين قليل، فبدؤوا باستيراد العمال ومن ثم العبيد السود، مثل ما فعل ملتزمو بحر الكاريبي.
كانت الأرض واسعة في فيرجينيا، وزراعة التبغ تحتاج إلى مساحة كبيرة، فابتعد المستعمرون عن بعضهم البعض، والواحد قد يسكن مع عبيده أو خدمه على بعد أميال من جاره. ولم يكن معظمهم يهتمون بالدين، فلهذه الأسباب لم يكن المجتمع مرتبطاً إلا قليلا. وفي المسكن الثاني في شمال أمريكا، وهي نيو انغلاند، كان العكس تماما.

### مستعمرة نيو انغلاند
في القرن السادس عشر كانت هناك مشاكل كبيرة في إنجلترا بين المتشددين وباقي الفئات، فأراد المتشددون أن يغيروا قانون الدولة لمنع كل مايخالف الدين، ويبعد الكاثوليك عن الحكومة. وكانوا أيضا ضد الملك، أولا لأنه لم يكن متشددا وثانيا لأنهم اعتبروا كل المؤمنين المسيحيين متساوين أمام الله. وخسروا في نهاية الحرب الأهلية الإنجليزية، فقرر البعض أن يطبق قانونهم الديني في بلاد بعيدة، فذهبوا إلى أمريكا. أول من ذهب كانوا من طائفة «الحجاج» (Pilgrims)، ووصلوا إلى ولاية ماساتشوستس عام 1620 وبنوا قرية «بليموث». ولم تكفيهم المأكولات التي أخذوها معهم، لكن ساعدهم الهنود الأمريكيون (وخاصة الرجل المسمى «سكوانتو»)، فعاشوا، وفي الخريف وجدوا حصادهم كبيرا، فأقاموا عيدا مع الهنود الأمريكين ليشكروا الله على الحصاد، وكان هذا أصل العيد الأمريكي عيد الشكر (Thanksgiving، معناه تقديم الشكر.)

### الثورة الأمريكية
طوال سنين كثيرة أعتُبر سكان أمريكا مواطنين بريطانيين واضطروا لدفع الضرائب لها. في عام 1773 تمرّد سكان أمريكا للمرّة الأولى. ورفض سكان مدينة بوسطن دفع الضرائب لبريطانيا مقابل استيراد الشاي. ومن أجل التعبير عن احتجاجهم رمى الأمريكيون صناديق الشاي الّتي وصلت على متن السفينة إلى مياه الميناء. ويطلق على هذا الحدث اسم حفلة الشاي في بوسطن.
كانت حفلة الشاي في بوسطن بمثابة المرحلة الأولى في نضال المستوطنين في أمريكا من أجل الاستقلال. أرسلت بريطانيا جيشها من أجل قمع التمرّد، فأشعل ذلك فتيل حرب استقلال الولايات المتحدة.
عوامل قيام الثورة الأمريكية:

أبراهام لينكون

- الضرائب: حيث شكلت الضرائب المفروضة على المستعمرات سبباً مباشراً لاشتعال الثورة الأمريكية، إذ تمسكت الحكومة الإنجليزية بحقها في فرض الضرائب على مستعمراتها بهدف زيادة دخل الخزينة، وأهم هذه الضرائب: ضريبة السكر، وضريبة الدمغة (الطوابع)، لأن الأمريكيين كانوا يرون أنهم غير ملزمين بدفع أية ضريبة لم يشاركوا في إقرارها عن طريق مجالسهم المنتخبة.
- حرب السنوات السبع (1756-1763م): تطلع الأمريكيون إلى الحصول على الحقوق والحريات التي يتمتع بها نظرائهم البريطانيين

في عام 1765م أجاز البرلمان البريطاني قانون الطابع وفرض الضرائب الذي يلزم المستعمرات بشراء الطوابع لتكون ضريبة على المطبوعات. وقد قام أحد الرسامين في المستعمرات برسم جمجمة وعظمتين متقاطعتين رمز الموت، إلى اليمين، تعبيرًا عن احتجاجه على ذلك القانون. وأثارت هذه التغييرات ردود فعل غاضبة لدى المستعمرين الذين عارضوها بشدة ورددوا شعار «فرض الضرائب دون تمثيل يُعَدُّ طغيانًا» ونجح الاحتجاج وألغى البرلمان البريطاني قانون الطابع في 1766م.

## حرب الاستقلال
لم يستمر الوفاق بين الأمريكيين والبريطانيين طويلاً؛ فقد صدرت قوانين بريطانية جديدة تثير الغضب والاستياء لدى الأمريكيين إلى درجة أن بريطانيا أرسلت قواتها إلى كل من بوسطن ونيويورك حيث قتلوا بعض المواطنين فيما سُمي بمذبحة بوسطن التي رد عليها الأمريكيون بالاحتجاج المعروف «ببوسطن تي بارتي». فعاقبت بريطانيا المتمردين بإغلاق ميناء بوسطن وزيادة سلطة الحاكم البريطاني، وإجبار المستعمرين على إيواء وإطعام البريطانيين. ورد المستعمرون بتشكيل المجلس القاري الأول بفيلادلفيا والذي يضم 12 مستعمرة والذي أجبر بريطانيا على سحب القوانين القسرية. بدأت الحرب رسمياً سنة 1775 ومعارك ساراتوجا أعطت روحا معنوية مهمة للأمريكيين. وفي يوليو 1776م أعلن المجلس القاري الرابع الاستقلال عن بريطانيا مكونا الولايات المتحدة الأمريكية واستمرت بعد ذلك الحرب الطاحنة بين أمريكا وبريطانيا حتى انتصر الأمريكان في 1781م في معركة يوركتاون بفرجينيا. ثم وقَّع الطرفان معاهدة باريس في 1783 م وكانت بمثابة إعلان بنهاية الثورة الأمريكية. وفي عام 1787 ووقع المندوبون من جميع الولايات المتحدة على اتفاقية دستور البلاد التي تم التصديق عليها في سنة 1788 م.

## الحرب الأهلية

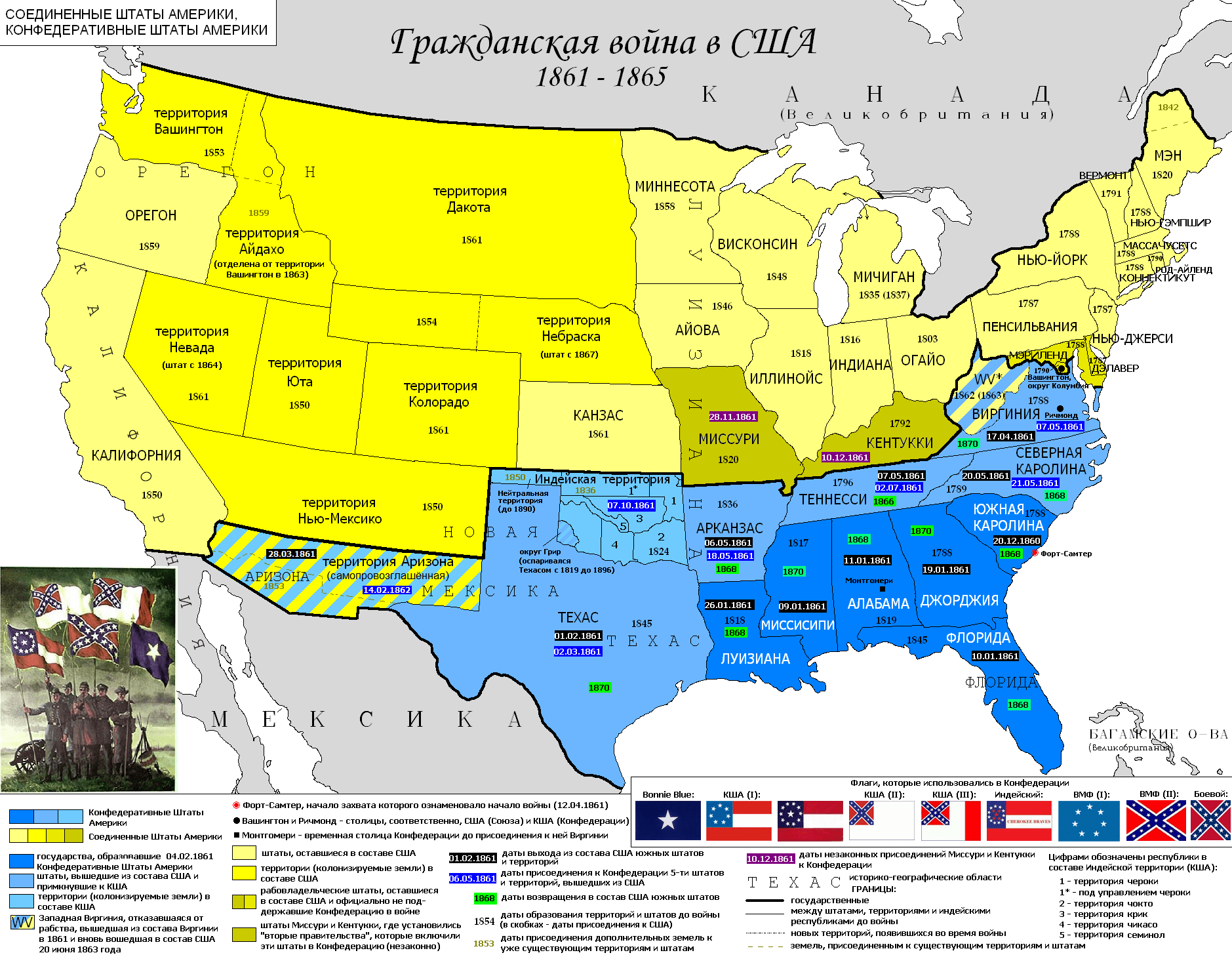
خريطة الولايات المتحدة الأمريكية ووكالة الفضاء الكندية 1860-1865

الحرب الأهلية الأمريكية (1861-1865)، أو الحرب بين الولايات ويطلق عليها عدة أسماء أخرى، وهي حرب أهلية قامت في الولايات المتحدة الأمريكية حيث أعلنت إحدى عشرة ولاية من ولايات الجنوب تحت قيادة جيفرسون ديفيس، الانفصال عن الولايات المتحدة وأسست الولايات الكونفدرالية الأمريكية. وأعلنت الحرب على
اتحاد الولايات المتحدة بقياده أبراهام لينكولن.
انتخب أبراهام لينكولن كمرشح للحزب الجمهوري المناهض للعبودية رئيساً في عام 1860. قبل توليه للحكم، أعلنت سبع ولايات انفصالها وشكلت الولايات الكونفدرالية الأمريكية وهو ما اعتبرته الحكومة الاتحادية أمراً غير مشروع. مع هجوم الولايات الكونفدرالية على فورت سمتر، اندلعت الحرب الأهلية الأمريكية وقامت أربع ولايات مؤيدة للعبودية بالانضمام إلى الكونفدرالية. أنهى إعلان لينكولن لتحرير الرقيق العبودية في كافة الولايات. بعد فوز الاتحاد في عام 1865، حدثت ثلاث تعديلات دستورية تكفل الحرية لحوالي أربعة ملايين من الأمريكيين الأفارقة كانوا عبيداً، حيث أصبحوا مواطنين ولهم حق التصويت. زادت الحرب من السلطة الفيدرالية كثيرًا. لا تزال الحرب الأهلية أعنف نزاع في تاريخ البلاد حيث قتل فيها نحو 620,000 جندي.

## مرحلة التوسع
وبعد انتهاء الحرب الأهلية اشترت الولايات المتحدة آلاسكا وجزر ألوشيان من روسيا ثم توسعت في الجزر الباسيفيكية على حساب إسبانيا، جزر هاولاند وبيكر عام 1857 وميدواني عام 1859 وهاواي وفينكس في نهاية القرن التاسع عشر وانتزعت الفلبين من إسبانيا واستعمرتها عام 1899 إلى أن منحتها الاستقلال عام 1946.
وفي بداية القرن العشرين بدأت تتوسع في منطقة الكاريبي فاحتلت بورتوريكو وبنما التي شقت فيها قناة بنما الواصلة بين المحيطين الأطلسي والهادي والتي تعد من أهم النقاط الإستراتيجية في تركيبتها كقوة عالمية.
بدأت الولايات المتحدة باقتصاد زراعي واسع وبمجتمع ريفي مخلخل، وظلت طوال القرن التاسع عشر دولة زراعية تصدر الخامات الزراعية وتستورد المصنوعات وتمثل حضارة ريفية غير مدنية (الكاوبوي) ولكنها تحولت بسرعة إلى أعظم وأغنى دولة صناعية وأضخم قوة حضارية حديثة تقود العالم في كل مجالات الإنتاج وتحتكر الأولوية والصدارة في أغلب الصناعات وتضاعف عدد سكانها خلال قرن ونصف أكثر من خمسين ضعفا.

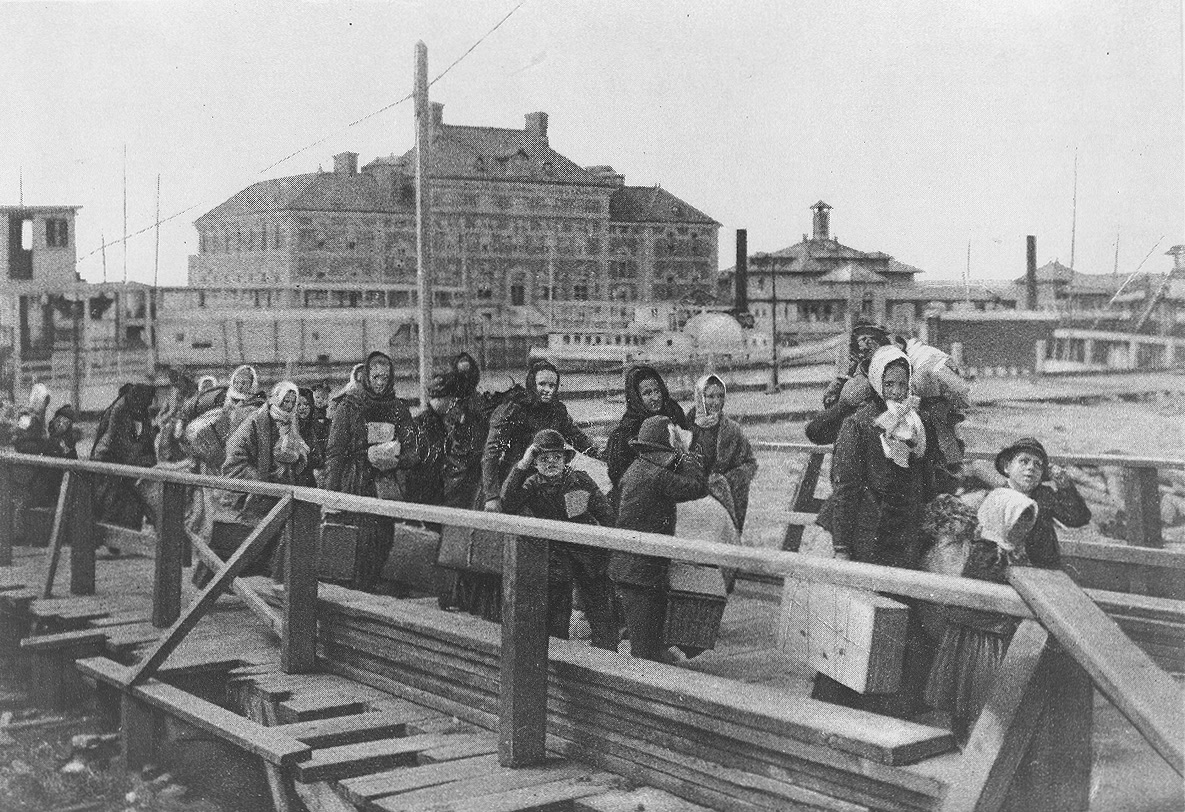
جزيرة إيليس (نيويورك) في 1902، كان الميناء الرئيسي لدخول المهاجرين إلى الولايات المتحدة في أواخر القرن 19
ومطلع القرن 20.

## حتى الحرب العالمية الثانية
بدأ فتيل الحرب في أوروبا بالاشتعال وسارع هشيمها يغزو دول القارة العجوز شيئاً فشيئاً حيث نهض الحزب النازي في ألمانيا بقيادة زعيمه هتلر وأعلن حرباً شاملة وبدأ باحتلال الدول المجاورة كبولندا والنمسا وهولندا ....إلخ حتى وصل المد النازي إلى فرنسا وتم احتلال معظم الدول الأوربية إلى ان بقيت بريطانيا كأخر هدف على الجبهة الغربية لجيش هتلر ...كان هذا أعظم تهديد للولايات المتحدة الأمريكية في تاريخها الحديث حيث أعلنت الحياد في هذه الحرب الضروس التي أكلت كل شيء في طريقها واكتفت بدعم الدول الأوربية التي ثارت بوجه هتلر وعلى راسها بريطانيا بقيادة رئيس وزرائها ونستون تشرشل والحكومة الفرنسية الثائرة كذلك وكانت تدعم بالسلاح والمؤن والوقود وكل ما امكن لوقف الوحش النازي، وفي 7 ديسمبر 1941 قام الطيران البحري الياباني بهجوم مفاجئ على القاعدة البحرية الأمريكية في ميناء بيرل هاربر، مما اضطرت الولايات المتحدة إلى إعلان الحرب على اليابان والدخول في الحرب العالمية الثانية.
انتهت الحرب في أوروبا بسيطرة الاتحاد السوفيتي على برلين والاستسلام غير المشروط من قبل الألمان في 8 مايو 1945. وعقد بعدها مؤتمر بوتسدام قرب برلين، والذي صدر خلاله إعلان بوتسدام في 26 يونيو 1945، وقامت الولايات المتحدة في 6 أغسطس و9 أغسطس من عام 1945 بإلقاء قنبلتين نوويتين على هيروشيما وناغازاكي (على الترتيب)، تبع ذلك استسلام اليابان في 15 أغسطس 1945.
غيرت الحرب العالمية الثانية الخارطة السياسية والعسكرية والبنية الاجتماعية في العالم، كما أدت إلى إنشاء الأمم المتحدة (UN) لتعزيز التعاون الدولي ومنع الصراعات في المستقبل، وأصبحت الدول المنتصرة في الحرب الولايات المتحدة والاتحاد السوفياتي والصين والمملكة المتحدة وفرنسا أعضاء دائمين في مجلس الأمن التابع للأمم المتحدة، فيما برزت الولايات المتحدة والاتحاد السوفييتي كقوى عظمى على الساحة الدولية، وانحسر نفوذ القوى الأوروبية، وهذا ما مهد الطريق للحرب الباردة والتي ستستمر في السنوات الـ 46 القادمة.

## الحرب الباردة
انتهت الحرب العالمية الثانية بإعلان اليابان استسلامها اثر إسقاط القنبلة الذرية على مدينتي هيروشيما وناكازاكي بالترتيب حيث احتكرت الولايات المتحدة هذا السلاح وظهرت كقوة عظمى تكاد تحتكر التفوق والهيمنة وتفرّدت بهذه القوة الغاشمة بضع سنوات قبل ان يمتلكها الاتحاد السوفييتي الذي كان المنافس الأول حيث بدأ بالظهور والانتعاش اثر انتهاء الحرب وفوز الحلفاء على كل من ألمانيا واليابان وإيطاليا (دول المحور)
وفي ظل غياب حرب معلنة بين الولايات المتحدة والاتحاد السوفيتي قامت القوتان بالاشتراك في عمليات عسكرية وصراعات سياسية من أجل المساندة. على الرغم من أن الولايات المتحدة والاتحاد السوفيتى كانا حلفاء ضد قوات المحور إلا أن القوتين اختلفتا في كيفية إدارة ما بعد الحرب وإعادة بناء العالم.حيث ظهرت أطماع الاتحاد السوفييتي بنشر الشيوعية في كافة أرجاء أوروبا فكما أن النازية قد بعثت من جديد فانتشرت الحرب الباردة خارج أوروبا إلى كل مكان في العالم. حيث سعت الولايات المتحدة إلى سياسات المحاصرة والاستئصال للشيوعية وحشد الحلفاء خاصة في أوروبا الغربية والشرق الأوسط. خلال هذه الأثناء، ودعم الاتحاد السوفيتى الحركات الشيوعية حول العالم خاصة في أوروبا الشرقية وأمريكا اللاتينية ودول جنوب شرق آسيا.
صاحبت فترة الحرب الباردة عدة أزمات دولية مثل أزمة حصار برلين 1948-1949 والحرب الكورية 1950-1953 وأزمة برلين عام 1961 وحرب فيتنام 1956-1975 والغزو السوفييتي لأفغانستان وخاصة أزمة الصواريخ الكوبية 1962 عندها شعر العالم أنه على حافة الانجراف إلى الحرب العالمية الثالثة. آخر أزمة حدثت خلال تدريبات قوات الناتو 1983. شهدت الحرب الباردة أيضا ً فترات من التهدئة عندما كانت القوتين تسعيان نحو التهدئة. كما تم تجنب المواجهات العسكرية المباشرة لأن حدوثها كان سيؤدى إلى دمار محتم لكلا الفريقين بسبب الأسلحة النووية.
اقتربت الحرب الباردة من نهايتها في نهاية الثمانينيات وبداية التسعينيات. بوصول الرئيس الأمريكي روناد ريجان إلى السلطة ضاعفت الولايات المتحدة ضغوطها السياسية والعسكرية والاقتصادية على الاتحاد السوفيتى. في النصف الثاني من الثمانينيات، قدم القائد الجديد للاتحاد السوفيتى ميخائيل غورباتشوف مبادرتى بيريستوريكا - إصلاحات اقتصادية – وجلاسنوت – مبادرة اتباع سياسات أكثر شفافية وصراحة -.واستعادت الولايات المتحدة المبادرة وعادت في تسعينات القرن التاسع عشر قوة متفردة مهيمنة ومتفوقة وتفوقت بالضربة القاضية (تقريبا) على الاتحاد السوفياتي الذي انهار عام 1991 وانسحب من أوروبا إلى الشرق مسافة ألف كيلومتر مخليا المجال لحلف الأطلسي بقيادة أميركا تاركا ً إياها القوة العظمى الوحيدة في الأرض.

## النظام العالمي الجديد
وكان مجيء حركة طالبان إلى الحكم عام 1994 في سياق مشروع الولايات المتحدة للتفرد بأفغانستان بالتنسيق مع باكستان، ولكن استثمارها في طالبان فشل وارتد عليها، وواجهت قبل 11 سبتمبر/ أيلول مأزقا كبيرا بفشلها في كشف أو ملاحقة المسؤولين عن تفجير سفارتيها في أفريقيا والمدمرة كول ومقتل بعض جنودها في السعودية، كما بدأت تخوض منافسات ونزاعات تجارية مع حلفائها الأوروبيين، بل ويبدو الأمر كما لو أنها تخوض حربا مع فرنسا في أفريقيا، وعادت أجواء الحرب الباردة مع روسيا عندما كشف النقاب عن جواسيس لروسيا في الولايات المتحدة وإبعاد أربعين دبلوماسيا روسيا من واشنطن، وقضية طائرة التجسس فوق الصين التي أجبرتها على الهبوط بالقوة وألزمت الولايات المتحدة بالاعتذار.

## ما بعد 11 سبتمبر
باتت السياسة الأمريكية أعقد وأعمق وأصعب فما يظهر منها متمثلاً بالصحافة والإعلام لايكفي لشرح بواطنها وخفاياها حيث اتخذت الأحداث سياسة الحرب في المعاقل الخارجية وذلك من اجل حماية أرضها وشعبها من الإرهاب لذلك خرج الرئيس جورج دبليو بوش وأعلن أن من معنا معنا ومن ليس معنا فهو ضدنا وقد حصل مع هذا حرب أفغانستان وحرب العراق وتصعيد الأمر مع إيران وسوريا واصدار قوائم أسماء ارهابين أمثال أسامة بن لادن زعيم تنظيم القاعدة والظواهري وأبو بكر البغدادي ومنظمات إرهابية ومن أهمها طالبان والقاعدة وتنظيم داعش.